# قانون آباد
قانون اباد روستایی در شش کیلومتری بخش مرکزی مشکین شهر مابین روستای لگران و دستگیر قراردارد. درحال حاضر مثل خیلی از روستاهای دیگر خالی از سکنه هست این روستا به خاطر چشمه های طبیعی خیلی زیباست این روستا درجنگ هشت ساله سه شهید تقدیم کشور و میهن خود کرده است. این روستای تاریخی که بیشتر اثاری که از ان بدست امده مربوط به دوران اشکانیان هست.
اهالی این روستا به مشکین شهر کوچ کردن ولی برای سرکشی و کار در مزارع خود هر روز به این روستا میایند. به علت چاههای غیرقانونی که در روستاهای اطراف کنده شده بسیاری از چشمه های این روستا خشک شده است.
محصولا این روستا گندم ، جو ، سیب ، گیلاس ، هلو ، شلیل ، البالو ، درختان غیرمثمر مثل بید تبریزی و صنوبر میباشد.